# Albert Dietrich Schadow

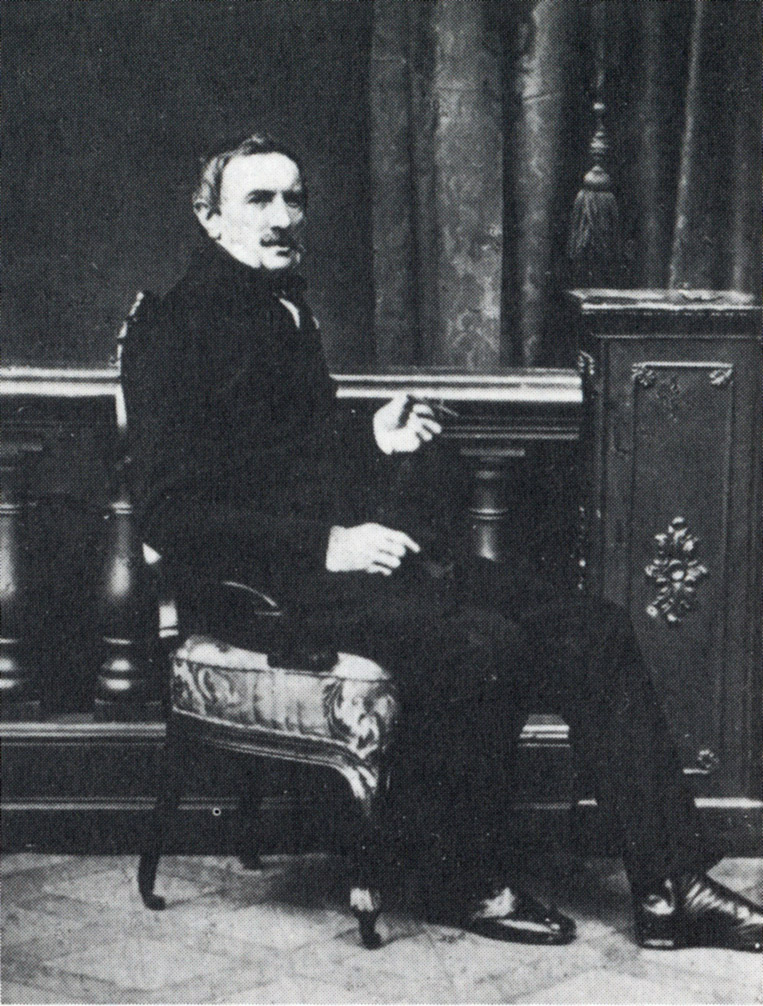
Fotografisches Bildnis um 1860, Archiv Kirchengemeinde Nikolskoe

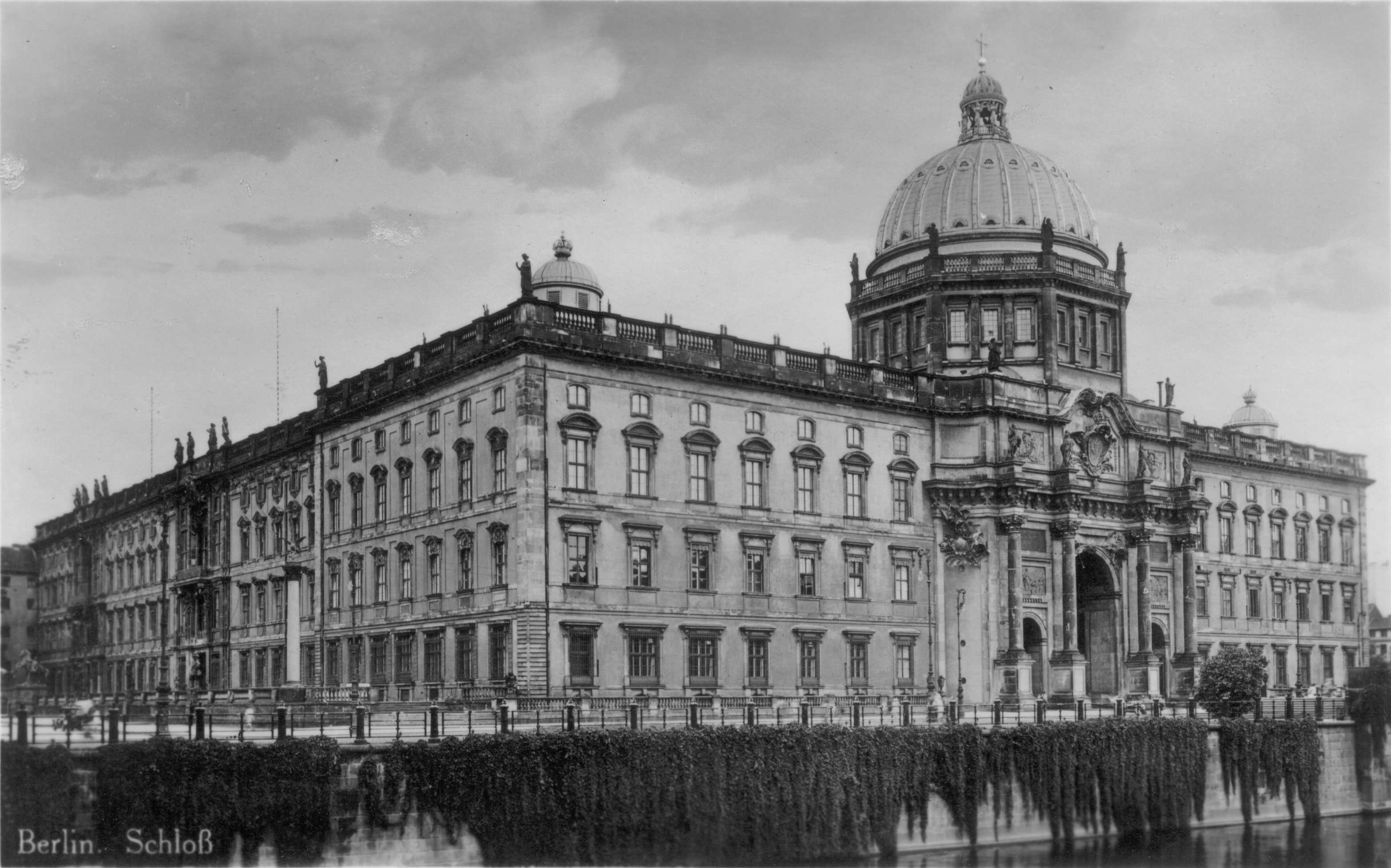
Das Berliner Stadtschloss mit Schlosskuppel, in den 1920er Jahren

Albert Dietrich Schadow, auch Albrecht Dietrich Schadow genannt (* 2. Mai 1797 in Potsdam; † 5. September 1869 in Berlin), war ein deutscher Baumeister und Architekt und vor allem tätig für die Architekten Karl Friedrich Schinkel und Friedrich August Stüler.

## Leben

Grabstätte

Albert Dietrich Schadow war das vierte Kind des Architekten und späteren Leiters der Berliner Schlossbaukommission Friedrich Gottlieb Schadow. Schadow studierte ab 1812 an der Bauakademie, unterbrochen durch seine Teilnahme als Kriegsfreiwilliger an den Befreiungskriegen 1813 bis 1816 und einer anschließenden Reise durch Süddeutschland und Oberitalien. 1827 legte er die Baumeisterprüfung ab.
In den folgenden Jahren war er in der Schlossbaukommission unter seinem Vater (bis 1831) und dessen Nachfolger Friedrich August Stüler tätig. 1838/39 unternahm er eine Reise mit Ferdinand von Quast nach Italien. Ab 1843 konzentrierten sich seine Arbeiten auf das Berliner Stadtschloss, für das er unter anderem für den Bau der Kuppel und des Weißen Saales die Bauleitung übernahm. 1849 wurde er zum Oberhofbaurat und zum Mitglied der Akademie der Künste ernannt. Einer seiner Schüler war Carl Rabitz. Seine Erblindung führte 1862 zum Eintritt in den Ruhestand. Bestattet wurde er auf dem Dorotheenstädtischen Friedhof.

## Werke

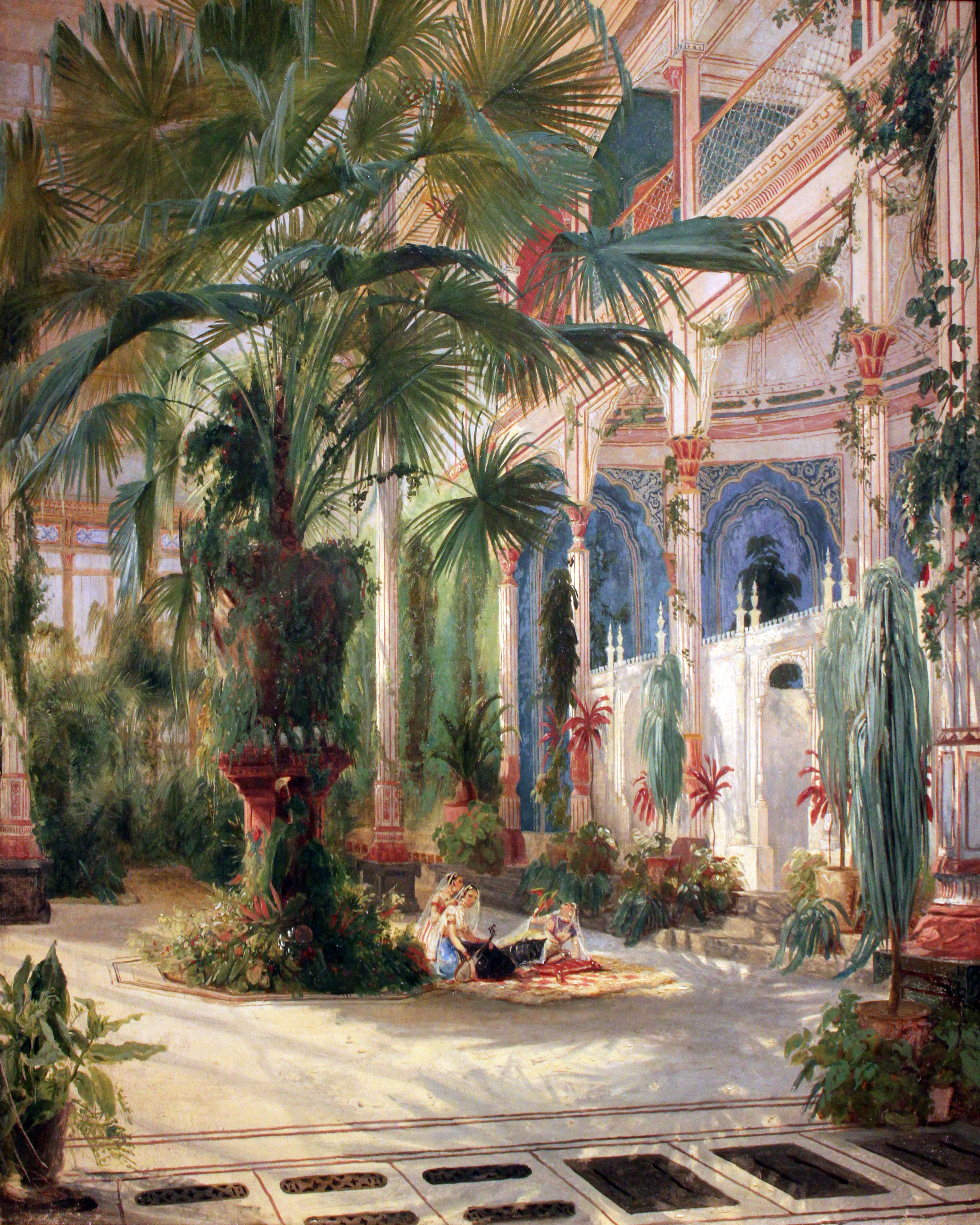
Das Innere des Palmenhauses auf der Pfaueninsel, im Jahr 1834, Gemälde von Carl Blechen

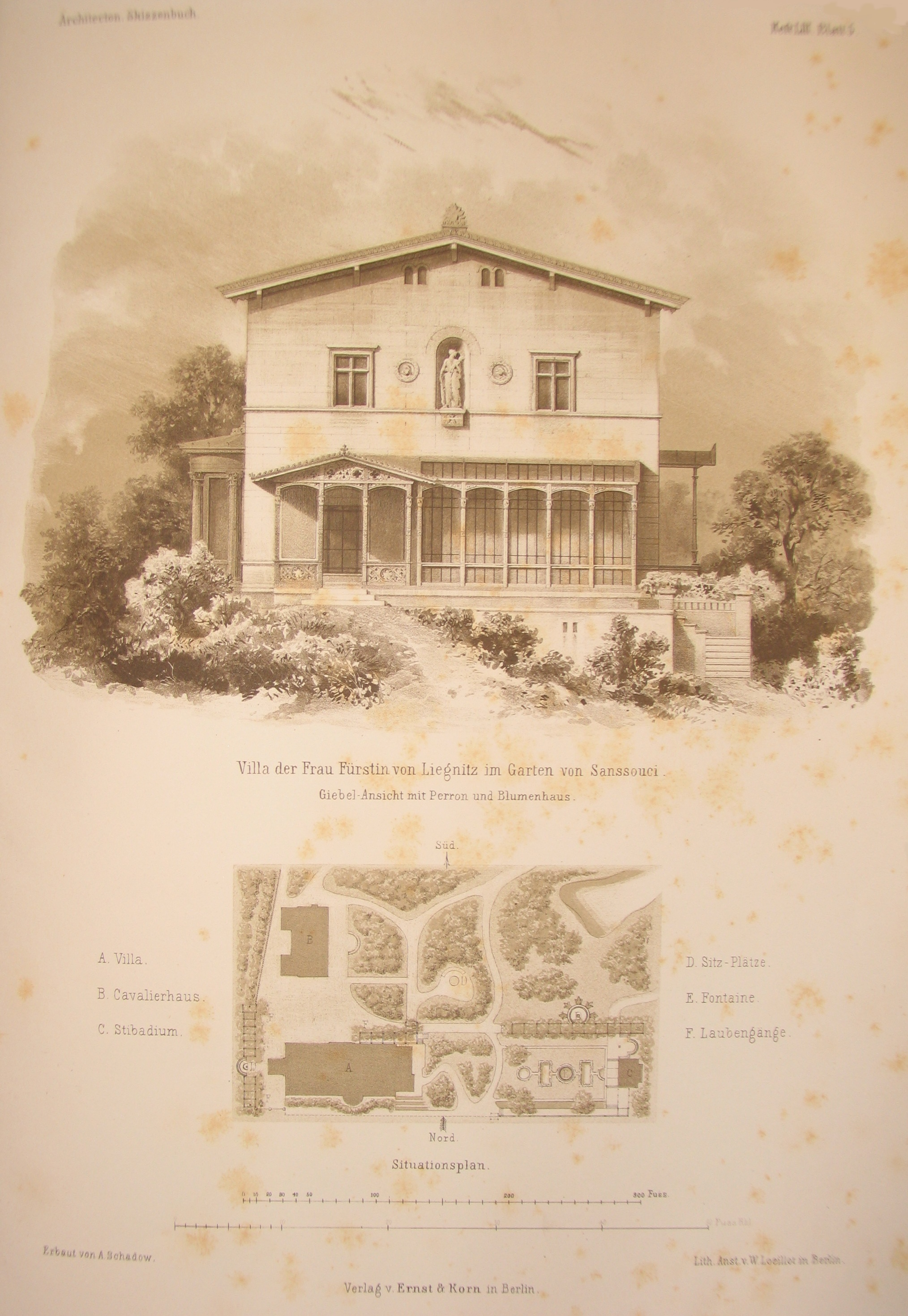
Die Villa Liegnitz, im Jahr 1861

- 1822–1824 Bauleitung für Schloss Tegel, Berlin. Entwurf: Karl Friedrich Schinkel
- 1824–1825 Leitung beim Bau des Neuen Pavillons im Park von Schloss Charlottenburg, Berlin. Entwurfspläne von Schinkel
- 1829–1831 Palmenhaus auf der Pfaueninsel, Berlin (in der Nacht vom 18. zum 19. Mai 1880 abgebrannt). Ausführung nach einem Entwurf Schinkels
- 1831–1835 Tierhäuser auf der Pfaueninsel, Berlin
- 1833 Fregattenschuppen auf der Pfaueninsel, Berlin
- 1833 Umbau der Pyramide im Neuen Garten, Potsdam
- 1834–1837 Kirche St. Peter und Paul, Berlin, zusammen mit Friedrich August Stüler
- 1835–1837 Pfarrhaus in Klein Glienicke, Berlin. Ursprünglich geplant neben der Kirche St. Peter und Paul, aber auf Betreiben der Gemeinde Klein-Glienicke dort errichtet
- 1841 Umbau des Gartenhauses im von Peter Joseph Lenné gestalteten Marlygarten zur Villa Liegnitz, Potsdam, als Witwensitz für die Fürstin Liegnitz, die zweite Frau von Friedrich Wilhelm III.
- 1841 Schwanenbrücke im Neuen Garten, Potsdam
- 1844–1846 Schlossterrassen am Lustgarten, Berlin (nach einer Idee von Friedrich Wilhelm IV.)
- 1845–1853 Bauleitung für die Schlosskapelle und Kuppel über dem Eosanderportal (Portal III) des Berliner Stadtschlosses nach Plänen Stülers
- 1845–1853 Bauleitung (mit Hermann Friedrich Waesemann) für den Umbau des Weißen Saales des Berliner Stadtschlosses nach Plänen Stülers
- 1852–1853 Gartenanlage am Landhaus Volckart, Tiergartenstraße 6, Berlin